# 4828 Misenus
4828 Misenus este un asteroid descoperit pe 11 septembrie 1988 de Carolyn Shoemaker.